# کوه کوبیلا
کوه کوبیلا (به لاتین: Kobila) یک کوه در اوکراین است که در استان زاکارپاتیا واقع شده‌است. کوه کوبیلا ۱٬۱۷۷ متر بالاتر از سطح دریا واقع شده‌است.